# Auteur
Een auteur (van het Franse auteur) is de oorspronkelijke geestelijke eigenaar van een creatief werk. Meestal wordt er in het dagelijks spraakgebruik de schepper van een boek, bundel of artikel op het gebied van letterkunde mee bedoeld. De term wordt vaak synoniem gebruikt met schrijver of journalist. Bij toneelstukken spreekt men van een toneelschrijver. Maar ook heeft bijvoorbeeld elk muziekstuk een auteur: de componist of arrangeur. De term wordt ook in de filmwetenschap gebruikt om aan te geven dat een bepaalde regisseur een persoonlijk stempel weet te drukken op zijn films.
Bij andere creatieve werken zoals een schilderij, een beeld, een website, een grafisch werk of een gebouw spreken we meestal niet van een auteur, hoewel de makers dat in juridische zin wel zijn.
De auteur van een creatieve schepping of degene aan wie de auteur de rechten heeft overgedragen (een uitgever of opdrachtgever bijvoorbeeld) heeft daarvan het auteursrecht, waarmee hij voor bepaalde tijd distributie van het werk beheert. De wettelijke regelingen hiervoor zijn in de nationale en Europese auteurswetgeving vastgelegd. Het internet heeft vanaf het eind van de 20e eeuw geleid tot een nog altijd doorgaand proces van her-ijking en aanpassing van die wetgeving.
Met name voor boekauteurs en scenarioschrijvers is het moeilijk om met hun eersteling door te breken in de markt en een uitgever of producent te vinden. Velen van hen hebben dan ook de neiging om een eventueel aangeboden contract, waarvan het royaltypercentage (het bedrag dat na publicatie aan de auteur wordt uitgekeerd) niet in hun voordeel is, toch maar te accepteren. Vooral grote uitgevers en producenten maken hier handig gebruik van omdat zij beseffen dat een auteur niet al te luid durft te protesteren tegen het aangeboden contract. Vanuit die achtergrond is het beroep agent ontstaan. Omdat de agent een percentage van de inkomsten van een auteur krijgt, is het in het belang van die agent om de auteur zo veel mogelijk te laten verdienen. Voor de producent en uitgever is het van belang om de agent te vriend te houden omdat zij op die manier het beste materiaal aangeboden krijgen (omdat de agent het anders aan de concurrent zou geven). Naast de diensten van een agent is het belangrijk om ook gebruik te maken van een auteursrecht-advocaat.

## Lijsten met auteurs
Lijsten zijn te vinden op deze pagina's:
- Nederlandstalige literatuur – Nederlandstalige jeugdliteratuur
- Dichter
- Toneelschrijver
- Amerikaanse literatuur
- Chinees-Amerikaanse literatuur
- Lijst van romanschrijvers uit de Verenigde Staten
- Duitstalige literatuur
- Engelse literatuur – Engelstalige jeugdliteratuur
- Latijns-Amerikaanse literatuur
- Esperanto-literatuur
- Franstalige schrijvers
- Friestalige literatuur
- Hongaarse literaire schrijvers
- Italiaanstalige literatuur
- Poolse literatuur
- Russischtalige literatuur
- Tsjechische literatuur
- Turkse literatuur
- Vlaamse literatuur
- Zweedse literatuur
- Tibetaanse literatuur